# Kecamatan Ngawi
Kecamatan Ngawi är ett distrikt i Indonesien.   Det ligger i provinsen Jawa Barat, i den västra delen av landet, 500 km öster om huvudstaden Jakarta.